# Peter van Roye
Peter van Roye (n. 30 mai 1950, Lingen, Republica Federală Germania, Germania) este un canotor german, medaliat olimpic. A participat la o ediție a Jocurilor Olimpice (1976) în care a câștigat o medalie de bronz.

## Participări
Lista de mai jos prezintă principalele competiții la care a participat Peter van Roye de-a lungul carierei.
- rowing at the 1976 Summer Olympics – men's coxless pair[*][4]